# 우키하정
우키하정(浮羽町)은 후쿠오카현 북동부에 있던 정이다. 인접한 요시이정과 신설합병, 시로 승격해 우키하시가 되어, 자치단체로서는 소멸되었다. 현재 정사무소는 우키하 시민센터 및 우키아 시립도서관이 되어 업무를 수행하고 있다.

## 지리
후쿠오카현 중남부(지쿠고 지방), 후쿠오카시의 남동쪽 약 40km, 구루메시 중심부에서 동쪽으로 약 30km의 장소에 위치하였다. 우키하시의 중앙부·동부·남서부에 해당한다. 마을 북부를 지쿠고강이, 정 중앙부를 지쿠고강이 각각 동서로 흐르고 있다. 북부는 치쿠고평야의 동쪽 끝부분에 해당하여 비교적 평탄한 지형이고, 중앙부에서 남부는 이노 산지의 일각을 차지하고 있어 산세가 심한 지형이다. 마을의 동부는 오이타현과 현 경계를 이루고 있다.
중심부는 마을의 북부에 있다.

## 역사
- 1889년 4월 1일 - 정촌제 시행에 의해 에나미촌, 후쿠토미촌, 요시이정, 쓰바코촌, 지토세촌이 성립하였다.
- 1896년 2월 26일 - 군제 시행에 의해 우키하군이 되었다.
- 1929년 4월 1일 - 쓰바코촌, 우키하촌이 신설합병해 미유키촌이 성립하였다.
- 1951년 1월 1일 - 미유키촌이 정으로 승격해 미유키정이 되었다.
- 1951년 4월 1일 - 미유키정, 히메하루촌, 오이시촌, 야마하루촌이 편입, 동시에 우키하정으로 개칭되었다.
- 1969년 7월 1일 - 집중호우로 오오세강 제방이 붕괴. 인접한 요시이초와 함께 약 1300세대가 상부와 하부가 침수되었다.
- 2005년 3월 20일 - 요시이정과 신설합병해, 우키하시가 되어, 동시에 우키하군이 소멸하였다.

## 교통

### 철도
- 규슈 여객철도 규다이 본선

### 도로
- 국도 210호선